# Yuri Alvear
Alvear  Orejuela est un nom espagnol. Le premier nom de famille, en général paternel, est Alvear ; le second, en général maternel, souvent omis, est Orejuela.
Yuri Alvear Orejuela est une judokate colombienne née le 29 mars 1986 à Jamundí (département de la Valle del Cauca). Elle concourre en catégorie des poids moyens (moins de 70 kg). Elle est double médaillée aux Jeux olympiques, bronze en 2012 et l'argent en 2016. Elle remporte trois titres de championne du monde, en 2009, 2013 et 2014 et deux médailles de bronze, en 2015 et 2017.

## Repères biographiques
En 2005, à l'âge de dix-neuf ans, elle obtient son premier résultat international en remportant la médaille d'or aux Jeux bolivariens, compétition multisports opposant six nations ibéro-américaines. À Pereira, elle conquiert le titre, face à l'Écuatorienne Diana Villavicencio (en), en finale de la catégorie des poids légers (moins de 57 kg).
L'année suivante, elle participe à d'autres compétitions multisports régionales. À Carthagène des Indes, dans la catégorie des poids légers, elle s'adjuge deux médailles de bronze aux Jeux d'Amérique centrale et des Caraïbes, en individuel et par équipes. Elle monte dans la catégorie de poids supérieure pour participer aux Jeux sud-américains de 2006 (en), à Mar del Plata. Chez les mi-moyens (moins de 63 kg), elle décroche la médaille de bronze. Et dans cette même catégorie, elle termine troisième du Tournoi World Cup de Miami.
En 2007, elle monte une nouvelle fois de catégorie et concourt dorénavant dans la catégorie des poids moyens (moins de 70 kg). Au mois de juin, à Montréal, elle est titrée championne panaméricaine de judo (en). Mais en juillet, à Rio de Janeiro, elle doit se contenter de la troisième marche du podium des Jeux panaméricains (en), défaite par l'Américaine Ronda Rousey, en demi-finale. Deux mois après, elle retrouve la cité carioca pour participer à ses premiers championnats du monde de Judo. Elle remporte son premier combat face à l'Algérienne Rachida Ouerdane, par ippon. Mais elle est battue aux points, dès le tour suivant par la Portugaise Ana Cachola. Elle ne peut participer aux repêchages et la compétition de Yuri Alvear s'arrête sur cette défaite.

## Palmarès

### Compétitions internationales
| Année | Compétition                | Lieu           | Résultat | Catégorie      |
| ----- | -------------------------- | -------------- | -------- | -------------- |
| 2007  | Championnats panaméricains | Montreal       | 1re      | Moins de 70 kg |
| 2007  | Jeux panaméricains         | Rio de Janeiro | 3e       | Moins de 70 kg |
| 2008  | Championnats panaméricains | Miami          | 3e       | Moins de 70 kg |
| 2009  | Championnats panaméricains | Buenos Aires   | 1re      | Moins de 70 kg |
| 2009  | Championnats du monde      | Rotterdam      | 1re      | Moins de 70 kg |
| 2011  | Championnats panaméricains | Guadalajara    | 3e       | Moins de 70 kg |
| 2011  | Jeux panaméricains         | Guadalajara    | 2e       | Moins de 70 kg |
| 2012  | Championnats panaméricains | Montréal       | 3e       | Moins de 70 kg |
| 2012  | Jeux olympiques            | Londres        | 3e       | Moins de 70 kg |
| 2013  | Championnats panaméricains | San José       | 3e       | Moins de 70 kg |
| 2013  | Championnats du monde      | Rio de Janeiro | 1re      | Moins de 70 kg |
| 2014  | Championnats panaméricains | Guayaquil      | 1re      | Moins de 70 kg |
| 2014  | Championnats du monde      | Tcheliabinsk   | 1re      | Moins de 70 kg |
| 2015  | Championnats panaméricains | Edmonton       | 2e       | Moins de 70 kg |
| 2015  | Jeux panaméricains         | Toronto        | 3e       | Moins de 70 kg |
| 2015  | Championnats du monde      | Astana         | 3e       | Moins de 70 kg |
| 2016  | Championnats panaméricains | La Havane      | 1re      | Moins de 70 kg |
| 2016  | Jeux olympiques            | Rio de Janeiro | 2e       | Moins de 70 kg |
| 2017  | Championnats panaméricains | Panama         | 1re      | Moins de 70 kg |
| 2017  | Championnats du monde      | Budapest       | 3e       | Moins de 70 kg |
| 2018  | Championnats panaméricains | San José       | 1re      | Moins de 70 kg |
| 2018  | Championnats du monde      | Bakou          | 3e       | Moins de 70 kg |

### Tournois Grand Chelem et Grand Prix
| Année | Compétition               | Lieu           | Résultat | Catégorie      |
| ----- | ------------------------- | -------------- | -------- | -------------- |
| 2009  | Grand Slam Rio de Janeiro | Rio de Janeiro | 3e       | Moins de 70 kg |
| 2011  | Grand Prix Düsseldorf     | Düsseldorf     | 3e       | Moins de 70 kg |
| 2011  | Grand Slam Rio de Janeiro | Rio de Janeiro | 2e       | Moins de 70 kg |
| 2011  | Grand Prix Amsterdam      | Amsterdam      | 3e       | Moins de 70 kg |
| 2013  | Grand Chelem de Tokyo     | Tokyo          | 3e       | Moins de 70 kg |
| 2015  | Grand Prix Samsun         | Samsun         | 2e       | Moins de 70 kg |
| 2015  | Masters mondial de judo   | Rabat          | 2e       | Moins de 70 kg |
| 2016  | Grand Prix Düsseldorf     | Düsseldorf     | 3e       | Moins de 70 kg |
| 2016  | Masters mondial de judo   | Guadalajara    | 3e       | Moins de 70 kg |
| 2017  | Grand Slam Bakou          | Bakou          | 1re      | Moins de 70 kg |
| 2018  | Masters mondial de judo   | Guangzhou      | 2e       | Moins de 70 kg |